# Balakrishnampatti
Balakrishnampatti è una suddivisione dell'India, classificata come town panchayat, di 8.596 abitanti, situata nel distretto di Tiruchirappalli, nello stato federato del Tamil Nadu. In base al numero di abitanti la città rientra nella classe V (da 5.000 a 9.999 persone).

## Geografia fisica
La città è situata a 11° 15' 42 N e 78° 26' 52 E.

## Società

### Evoluzione demografica
Al censimento del 2001 la popolazione di Balakrishnampatti assommava a 8.596 persone, delle quali 4.255 maschi e 4.341 femmine. I bambini di età inferiore o uguale ai sei anni assommavano a 946, dei quali 479 maschi e 467 femmine. Infine, coloro che erano in grado di saper almeno leggere e scrivere erano 5.290, dei quali 3.038 maschi e 2.252 femmine.